# Altmorschen
Altmorschen ist seit 1974 ein Ortsteil der Gemeinde Morschen im nordhessischen Schwalm-Eder-Kreis. Der Ort entstand im Mittelalter und seine Entwicklung ist aufs Engste mit dem Zisterzienser-Kloster Haydau verbunden.

## Geographie
Der Ort befindet sich im Osten des Kreisgebietes an den Ausläufern des Knüllgebirges am Ostufer der Fulda. Auf der gegenüberliegenden Flussseite liegt Neumorschen. Durch den Ort führen die Landesstraße 3225 und der Fulda-Radweg. Entlang der Fulda verlaufen die Bundesstraße 83 und die Bahnstrecke Bebra–Baunatal-Guntershausen. Über die Fulda läuft die Fuldatalbrücke Morschen an der Schnellfahrstrecke Hannover–Würzburg.
Innerhalb der Gemarkung von Altmorschen befinden sich das ehemalige Kloster Haydau, das Einzelgehöft Leimbachs Hof, die Wüstungen Geudelbach und Leimbach sowie die heute verschwundene Kapelle am Kapellberg.

## Geschichte

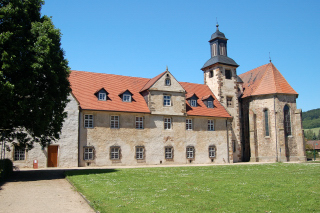
Kloster Haydau

### Mittelalter
Die älteste bekannte schriftliche Erwähnung von Altmorschen erfolgte im Jahr 1235 unter dem Namen Aldenmorsene in einer Urkunde, in der die Kapelle Heide aus der Pfarrei Morschen gelöst wurde.
Dies gilt als Gründungsakt des Zisterzienser-Kloster Haydau (Heide). Im Jahr 1238 hatte Altmorschen zusammen mit Konnefeld teil am Marktrecht von Wichte. Die Pfarrei Altmorschen wurde 1270 von Hermann von Spangenberg an das Kloster Haydau übertragen; 1318 wurde sie dem Kloster einverleibt und zusammen mit ihrer Filialkirche Neumorschen nach Eubach eingepfarrt. 1318 schenkte die Familie von Leimbach, aus der die erste Äbtissin von Haydau, Gertrud von Leimbach, stammte, dem Kloster Besitz in Altmorschen, und 1325 wurde durch weitere Schenkungen der Herren von Treffurt-Spangenberg das Kloster Besitzer des gesamten Dorfes. 1331 kaufte das Kloster von den Herren von Treffurt das Gericht Altmorschen. 1350 verkauften die Herren von Treffurt die gesamte verbliebene Herrschaft Spangenberg an Landgraf Heinrich II. von Hessen.
In historischen Dokumenten ist der Ort unter folgenden Ortsnamen belegt (in Klammern das Jahr der Erwähnung): Aldenmorsene (1235), Morsene (1235), Altenmorßen (1620), Alt-Morschen.

### 16. bis 20. Jahrhundert
Bald nach der Reformation im 17. Jahrhundert wurden die Klostergebäude als Lustschloss für Jagdgesellschaften genutzt. Im Jahr 1830 wurden die Anlagen in eine Staatsdomäne überführt.
Zu Beginn des 20. Jahrhunderts war der Raiffeisen-Verband Besitzer und Nutzer der Domäne. Im Ersten Weltkrieg wurden Kriegsgefangene in den historischen Klostergebäuden untergebracht. Sie mussten Zwangsarbeit in der Landwirtschaft, in Gewerbebetrieben und in nahe gelegenen Industriewerken verrichten.

### Altmorschen in der NS-Zeit
In den Jahren 1933–1945 hinterließ das nationalsozialistische (NS)-Regime auch im traditionell SPD-geprägten Altmorschen seine Spuren. Bei den Reichstagswahlen am 5. März 1933 verlor die SPD ihre lange zuvor gehaltene Mehrheit, die NSDAP konnte im Ort einen Stimmenanteil von 57,5 % erzielen, und für den Ort änderte sich einiges. Die Vereine wurden gleichgeschaltet, Arbeitersport- und Gesangvereine wurden abgeschafft. So gab es im Ort nur noch einen einzigen Gesang- und einen Sportverein, beide auf die NS-Ideologie ausgerichtet. Sozialdemokraten und Kommunisten wurden unter Druck gesetzt, jeglicher offener Widerstand gegen die Nationalsozialisten wurde schnell aufgegeben, da sonst die Unterbringung in der Erziehungsstätte Walkemühle bei Adelshausen drohte. Der bisherige Bürgermeister Paul Frankfurth (SPD) trat Ende März 1933 zurück und seinen Posten nahm Wilhelm Meyer (NSDAP) ein.
Den Wiederanschluss des Saarlandes an das Deutsche Reich am 13. Januar 1935 bejubelten die Einwohner in Altmorschen mit Ansprachen, einem Fackelzug und einer Feier im Wickenhof-Saal. Am 3. Juni 1935 feierte das Dorf aus Anlass des 700-jährigen Bestehens des Klosters Haydau sowie des 60-jährigen Jubiläums des Männergesangvereins. Daran nahmen auch NSDAP-Gauleiter Weinrich und Regierungspräsident von Mombarth aus Kassel teil.
1936 gab der Melsunger NSDAP-Kreisleiter Reinhardt bekannt, dass die Arbeitslosigkeit im Kreis, die 1933 noch 1600 Personen betroffen hatte, durch den Bau der Reichsautobahn restlos beseitigt worden sei.
Bei den Wahlen im März 1936 stimmten im gesamten Kreis Melsungen lediglich sieben Wähler gegen Adolf Hitler. In Altmorschen wurden drei Nein-Stimmen verzeichnet, und da nur Heinrich Wohlgemuth, Jakob Frankfurth und dessen Ehefrau vom geheimen Wahlrecht Gebrauch machten, waren sie schnell identifiziert und wurden per Aushang denunziert.
Die im ganzen Reich beginnende Judenverfolgung betraf Altmorschen nicht, da in den 1930er Jahren hier keine jüdischen Familien lebten. Allerdings wurden aus den Nachbarorten Binsförth und Neumorschen mehrere jüdische Familien deportiert.
Beim Beginn des Zweiten Weltkriegs wurden Teile der Grenzbevölkerung zu ihrem Schutz ins Landesinnere umgesiedelt. So waren auch im Raum Morschen circa 300 Personen aus dem Kreis Pirmasens unterzubringen. Nach den anfänglichen Erfolgen der Wehrmacht in Polen und Frankreich kamen Heimatvertriebene aus den deutschen West- und Ostgebieten in den Ort. Im Jahr 1940 übernahm die Ortsverwaltung die verbliebene ehemalige Klosteranlage in ihr Eigentum.
Ab dem Jahr 1942 war der Zugverkehr von Altmorschen aus stark eingeschränkt, es fuhren nur noch sechs Züge auf der Strecke Kassel-Bebra.
Von den Bombenangriffen, die die Region Melsungen hart trafen, bekam Altmorschen bis auf einen Luftangriff auf einen Güterzug kurz vor dem Ort nichts ab. Jedoch erlebten die Einwohner am 22. Oktober 1943 die Zerstörung Kassels mit, bei der sich der Himmel nachts rot gefärbt hatte. Etliche Altmörscher mussten um Verwandte und Freunde bangen und trauern. Von den nun obdachlosen Kasselanern suchten viele Zuflucht im Raum Morschen.
Im Frühjahr 1945 wollten deutsche Truppen die herannahende US-Army an der Fulda aufhalten und sprengten daher am Morgen des 31. März die Fuldabrücke zwischen Alt- und Neumorschen. Da mit Kampfhandlungen zu rechnen war, räumten die Einwohner das Dorf und zogen sich in Wälder und Felder zurück. Eine Kapitulation der Bewohner durch das Hissen weißer Betttücher verbot der kommandierende deutsche Offizier unter Androhung standrechtlicher Erschießung. Am späten Nachmittag begannen die Kampfhandlungen. Granaten trafen Wohn- und Wirtschaftsgebäude. Auch Zivilisten in den Feldern wurden von den Amerikanern beschossen, elf Personen wurden dabei verletzt. Eine Frau und ein Mann erlagen später ihren Wunden. Vor der alten Schule wurde ein weiterer Einwohner erschossen. Zwei verwundete Amerikaner verbrannten in einer Scheune. Gegen Abend war das Gefecht beendet. Zwei Wohnhäuser, eine Scheune und ein Stall waren komplett zerstört worden, ein Wohnhaus und eine Scheune schwer beschädigt. Ein deutscher Panzer war getroffen worden, sein Kommandant starb dabei. Am Ostermontag, dem 2. April 1945, besetzten die USA-Truppen den Ort endgültig und er blieb bis zur Gründung der Bundesrepublik Deutschland 1949 unter amerikanischem Besatzungsrecht.
76 Altmörscher Männer starben als Soldaten an der Front, die Mehrzahl in den Jahren 1944 und 1945. Das Schicksal vieler vermisster Soldaten konnte erst Jahre nach Kriegsende geklärt werden.

### Seit der Gebietsreform in Hessen
Die Gemeinde Morschen wurde im Zuge der Gebietsreform in Hessen am 1. Januar 1974 kraft Landesgesetz durch den Zusammenschluss der bis dahin eigenständigen Gemeinden Altmorschen, Heina, Konnefeld und Neumorschen gebildet. Zuvor waren bereits am 1. April 1972 auf freiwilliger Basis die Gemeinden Binsförth, am 1. Juli 1971 Eubach und am 31. Dezember 1971 Wichte in die Gemeinde Altmorschen eingemeindet worden. Altmorschen wurde Sitz der Gemeindeverwaltung. Gleichzeitig mit dem Zusammenschluss zur Gemeinde Morschen kam diese aufgrund der Zusammenlegung der bisherigen Landkreise Melsungen, Fritzlar-Homberg und Ziegenhain in den neu gebildeten Schwalm-Eder-Kreis. Für alle ehemaligen Gemeinden von Morschen wurden Ortsbezirke mit Ortsbeirat und Ortsvorsteher nach der Hessischen Gemeindeordnung gebildet.
In den 1980er Jahren ließ die Gemeindeverwaltung das Herrenhaus sanieren und machte es zu ihrem Rathaus. Bald darauf stand auch Geld zur Verfügung, um die frühgotische Dorfkirche zu restaurieren. Fast alle historischen Gebäude wurden zu Baudenkmälern erklärt.

## Bevölkerung

### Einwohnerstruktur 2011
Nach den Erhebungen des Zensus 2011 lebten am Stichtag, dem 9. Mai 2011, in Altmorschen 1524 Einwohner. Darunter waren 36 (2,4 %) Ausländer.
Nach dem Lebensalter waren 273 Einwohner unter 18 Jahren, 591 zwischen 18 und 49, 309 zwischen 36 und 64 und 351 Einwohner waren älter. Die Einwohner lebten in 651 Haushalten. Davon waren 156 Singlehaushalte, 183 Paare ohne Kinder und 240 Paare mit Kindern, sowie 63 Alleinerziehende und 12 Wohngemeinschaften. In 129 Haushalten lebten ausschließlich Senioren und in 411 Haushaltungen lebten keine Senioren.

### Einwohnerentwicklung
- 1548: 96 Hausgesesse[2]
- 1747: 94 Haushaltungen[2]

| Altmorschen: Einwohnerzahlen von 1834 bis 2014 | Altmorschen: Einwohnerzahlen von 1834 bis 2014 | Altmorschen: Einwohnerzahlen von 1834 bis 2014 | Altmorschen: Einwohnerzahlen von 1834 bis 2014 | Altmorschen: Einwohnerzahlen von 1834 bis 2014 |
| --- | ---------------------------------------------- | ---------------------------------------------- | ---------------------------------------------- | ---------------------------------------------- |
| Jahr |                                                |                                                |                                                | Einwohner                                      |
| 1834 | 1834                                           |                                                | 848                                            | 848                                            |
| 1840 | 1840                                           |                                                | 848                                            | 848                                            |
| 1846 | 1846                                           |                                                | 897                                            | 897                                            |
| 1852 | 1852                                           |                                                | 852                                            | 852                                            |
| 1858 | 1858                                           |                                                | 791                                            | 791                                            |
| 1864 | 1864                                           |                                                | 796                                            | 796                                            |
| 1871 | 1871                                           |                                                | 787                                            | 787                                            |
| 1875 | 1875                                           |                                                | 747                                            | 747                                            |
| 1885 | 1885                                           |                                                | 679                                            | 679                                            |
| 1895 | 1895                                           |                                                | 756                                            | 756                                            |
| 1905 | 1905                                           |                                                | 763                                            | 763                                            |
| 1910 | 1910                                           |                                                | 804                                            | 804                                            |
| 1925 | 1925                                           |                                                | 925                                            | 925                                            |
| 1939 | 1939                                           |                                                | 1.007                                          | 1.007                                          |
| 1946 | 1946                                           |                                                | 1.547                                          | 1.547                                          |
| 1950 | 1950                                           |                                                | 1.601                                          | 1.601                                          |
| 1956 | 1956                                           |                                                | 1.479                                          | 1.479                                          |
| 1961 | 1961                                           |                                                | 1.514                                          | 1.514                                          |
| 1967 | 1967                                           |                                                | 1.677                                          | 1.677                                          |
| 1980 | 1980                                           |                                                | ?                                              | ?                                              |
| 1990 | 1990                                           |                                                | ?                                              | ?                                              |
| 2000 | 2000                                           |                                                | ?                                              | ?                                              |
| 2011 | 2011                                           |                                                | 1.524                                          | 1.524                                          |
| 2014 | 2014                                           |                                                | 1.430                                          | 1.430                                          |
| Datenquelle: Historisches Gemeindeverzeichnis für Hessen: Die Bevölkerung der Gemeinden 1834 bis 1967. Wiesbaden: Hessisches Statistisches Landesamt, 1968. Weitere Quellen: Gemeinde Morschen:; Zensus 2011 |                                                |                                                |                                                |                                                |

### Historische Religionszugehörigkeit
Da der Ort zur Landgrafschaft Hessen gehörte, wurde seine Bevölkerung mit der Einführung der Reformation 1526 protestantisch. Erst im 20. Jahrhundert zogen die ersten Katholiken ins Dorf.
| • 1895: | 657 evangelische (= 100 %) Einwohner                                |
| • 1961: | 1384 evangelische (= 91,47 %), 113 katholische (= 7,46 %) Einwohner |

## Politik
Für Altmorschen besteht ein Ortsbezirk (Gebiete der ehemaligen Gemeinde Altmorschen) mit Ortsbeirat und Ortsvorsteher nach der Hessischen Gemeindeordnung.
Der Ortsbeirat besteht aus fünf Mitgliedern. Bei den Kommunalwahlen in Hessen 2021 betrug die Wahlbeteiligung zum Ortsbeirat 58,50 %. Es erhielten die SPD mit 68,18 % vier Sitze und die FDP mit 25,48 % einen Sitz. Der Ortsbeirat wählte Michael Arbert zum Ortsvorsteher.

## Persönlichkeiten
- Georg Wilhelm Scheuch (1798–1872), Postmeister und Mitglied der kurhessischen Ständeversammlung
- Paul Hartung (1811–1877), Landwirt und Mitglied der kurhessischen Ständeversammlung
- Hans Joachim Brand (1927–2008), Rechtsanwalt und Notar

## Sehenswürdigkeiten
- Gebäudekomplex des Hofs Raabe in Altmorschen, heute Rathaus der Gemeinde
- Kloster Haydau
- Feuerwehrmuseum an der Freiwilligen Feuerwehr Altmorschen